# Silkeborg (commune)
Pour les articles homonymes, voir Silkeborg.
Silkeborg est une commune du Danemark située dans la région du Jutland-Central ; c’est également le nom de son chef-lieu. La commune comptait 101 858 habitants en mars 2025, pour une superficie de 864,89 km2.
Lors de la réforme communale de 2007, l’ancienne commune — homonyme — a fusionné avec celles de Gjern, Kjellerup, et Them.
À proximité se trouve la colline de l’Himmelbjerget.

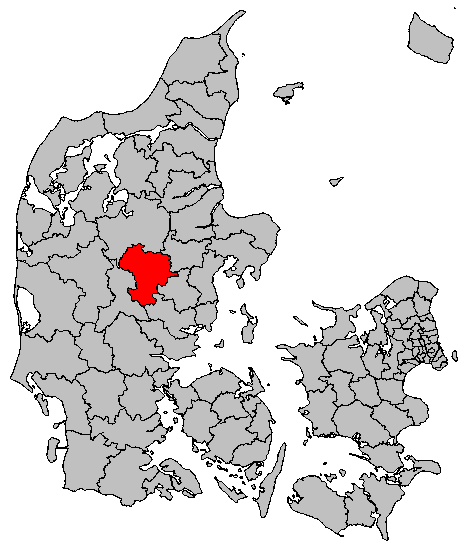
La commune de Silkeborg

## Lieux et monuments
- Musée Jorn

## Politique
La ville de Silkeborg est jumelée avec  Kaiserslautern (Allemagne) depuis septembre 2000
| Période          | Période          | Identité                 | Étiquette                    | Qualité |
| ---------------- | ---------------- | ------------------------ | ---------------------------- | ------- |
| 1er janvier 2007 | 31 décembre 2009 | Jens Erik Jørgensen (da) | Parti populaire conservateur |         |
| 1er janvier 2010 | 31 décembre 2013 | Hanne Bæk Olsen (da)     | Social-démocratie            |         |
| 1er janvier 2014 | 31 décembre 2021 | Steen Vindum (da)        | Venstre                      |         |
| 1er janvier 2022 | En cours         | Helle Gade (da)          | Social-démocratie            |         |

## Éducation, arts et culture

### Sports
- BSV Bjerringbro-Silkeborg, important club de handball basé dans les deux villes de Bjerringbro et Silkeborg. Il évolue dans le championnat du Danemark.
- Silkeborg IF, club de football.

### Musique
- Alphabeat, groupe de pop-rock

## Personnalités nées à Silkeborg
- Johannes Andreas Grib Fibiger, prix Nobel de médecine en 1926
- Harald Madsen, membre du duo Doublepatte et Patachon